# Padabeunghar (Pasawahan)
Padabeunghar is een bestuurslaag in het regentschap Kuningan van de provincie West-Java, Indonesië. Padabeunghar telt 2234 inwoners (volkstelling 2010).